# National UFO Reporting Center
Il National UFO Reporting Center (NUFORC) è un'organizzazione privata statunitense che studia gli avvistamenti di oggetti volanti non identificati.

## Storia
Il NUFORC è stato fondato nel 1974 da Robert J. Gribble, che divenne il suo primo direttore. La sede fu stabilita a Seattle. Nel 1994 la direzione dell'organizzazione venne assunta da Peter Davenport, un uomo d'affari appassionato di ufologia. Nel 2006 il NUFORC ha trasferito il suo quartier generale in un bunker dismesso usato in precedenza per i missili nucleari e situato a circa 80 Km ad ovest di Spokane.

## Attività
Fin dal 1974, anno della fondazione, il NUFORC si è dotato di una linea telefonica attiva 24 ore al giorno per la segnalazione degli avvistamenti di UFO. Nel 2005 al telefono si sono aggiunti il fax e il sito web. Dall'anno della fondazione, l'organizzazione ha catalogato circa 90.000 rapporti di avvistamenti di UFO, avvenuti per la maggior parte negli Stati Uniti, che sono stati raggruppati in tre categorie: dischi volanti, luci notturne e UFO triangolari. Il NUFORC ha anche compilato statistiche e grafici, per facilitare la ricerca delle informazioni; Slate ha pubblicato un grafico preparato dall'organizzazione, che mostra la densità degli avvistamenti negli USA.
Peter Davenport, attuale direttore dell'organizzazione, afferma di credere negli UFO, ma di avere al tempo stesso un approccio scettico al problema.